# Смит, Стокпорт
Уи́льям Смит (англ. William Smith), также известный как Сто́кпорт Смит (англ. Stockport Smith) — английский футболист. В основном выступал на позиции правого инсайда, но иногда играл на позиции флангового хавбека.

## Футбольная карьера
Начал карьеру в клубе «Стокпорт Каунти». В 1897 году перешёл в «Манчестер Сити». Провёл в команде 3 сезона, сыграв 57 матчей и забив 22 мяча. В сезоне 1898/99 помог «Сити» выиграть Второй дивизион и выйти в Первый дивизион. Его часто путают с другим Уильямом Смитом, выступавшим в «Манчестер Сити» с 1897 по 1902 год, поэтому их различают по прозвищам: один был известен как Стокпорт, а другой как Бакстон.
В августе 1900 года вернулся в «Стокпорт Каунти», где провёл один сезон, сыграв 27 матчей и забив 2 мяча (по другой версии, провёл 54 матча и забил 1 мяч).
В августе 1901 года перешёл в клуб «Ньютон Хит» из Манчестера (через год клуб сменит название на «Манчестер Юнайтед»). Дебютировал за команду 14 сентября 1901 года в матче Второго дивизиона против «Мидлбсро». Свой первый (и единственный) гол за «язычников» забил 5 октября того же года в ворота своей бывшей команды «Стокпорт Каунти» (хотя в ряде других источников автором гола называют Альфа Скоуфилда).
Всего в сезоне 1901/02 провёл за команду 17 матчей (16 в лиге и 1 — в Кубке Англии), а также 3 матча в Кубке Ланкашира и 1 матч в Кубке Манчестера.